# RMX Risk Management Exchange
Die öffentlich-rechtlich kontrollierte Börse RMX Risk Management Exchange (RMX) war hervorgegangen aus der Warenterminbörse Hannover und der Dekrebo München und betrieb zwei Segmente. Im Segment RMX Commodities wurden Warenterminkontrakte auf Agrarprodukte gehandelt. RMX Kredit bot seit dem ersten Quartal 2008 eine technische Plattform zum Transfer von Darlehensanteilen. Beide Börsensegmente kennzeichneten bedarfsgerechte Risikosteuerungslösungen, alternative Anlagemöglichkeiten und Transparenz und damit marktgerechte Voraussetzungen für einen liquiden Sekundärmarkt.
An der 1998 gegründeten  Warenterminbörse wurden neben Agrar-Commodities seit 2008 auch Kreditunterbeteiligungen, sog. Creparts© gehandelt. Der Träger der Börse (zuletzt die Eucomex AG) hat am 30. September 2009 die Börsenerlaubnis zurückgegeben.
Gemäß § 3 Absatz 5 Satz 3 Nummer 1 Börsengesetz hat die Börsenaufsicht Niedersachsen ab 1. Oktober 2009 die Einstellung des Börsenhandels an der Risk Management Exchange Hannover angeordnet, da die bestehende Börsenerlaubnis zurückgegeben wurde.
Die Börse trat als unabhängiger, auf die Segmente Commodities und Finanzprodukte ausgerichteter Marktplatz auf. Objektivität und Seriosität dieses Geschäftsfeldes wurden durch die Gesellschafter und das von allen Bankenverbänden begutachtete und öffentlich-rechtlich kontrollierte Regelwerk der Börse sichergestellt.
Mit diesem Fundament – erstellt auf der ersten Web-basierten Börsenplattform – hat die RMX den Börsenteilnehmern direkt und indirekt ein Risikosteuerungsinstrument angeboten, das international nutzbar neue Gestaltungsmöglichkeiten schaffte.

## Segment Commodities
Im Segment RMX Commodities wurden Warenterminkontrakte auf Agrarprodukte gehandelt. Im Segment RMX Commodities wurden Warenterminkontrakte – Futures – auf Agrarprodukte gehandelt. Diese Terminverträge sind historisch aus klassischen Lieferverträgen – Forwards – hervorgegangen.  Alle preisbildenden Parameter – Menge, Qualität, Erfüllung usw. – waren exakt standardisiert. Entsprechend entfielen Verhandlungen über diese Punkte und ein Geschäftsabschluss erfolgt automatisch, sobald Kauf- und Verkaufauftrag preislich übereinstimmen. 
Folgende Produkte wurden gehandelt: Schweine, Ferkel, Kartoffel, Weizen und Braugerste.

## Segment Finanzprodukte
RMX Creparts™ bietet seit dem ersten Quartal 2008 eine technische Plattform zum Transfer von Darlehensanteilen.
Gemäß § 3 Absatz 5 Satz 3 Nummer 1 Börsengesetz  hat die Börsenaufsicht Niedersachsen die Einstellung des Börsenhandels im Handelssegment Kredithandel der Risk Management Exchange angeordnet und die bestehende Börsenerlaubnis gemäß § 4 Absatz 5 Satz 1 Nummer 2 Börsengesetz aufgehoben, da gegen die Trägergesellschaft der Börse, die Risk Management Exchange AG am 29. Mai 2009 das Insolvenzverfahren eröffnet wurde.